# Histoire évolutive des siréniens
Les siréniens sont des mammifères marins qui, comme les cétacés, n'ont plus besoin de regagner la terre ferme, à aucun moment de leur existence. Leur anatomie montre néanmoins l'origine terrestre de ces mammifères. Plusieurs caractéristiques génétiques et anatomiques rappellent celles des éléphants : les scientifiques pensent donc que l'ancêtre herbivore des siréniens qui est devenu aquatique, est différent de celui des cétacés qui était par ailleurs piscivore ou carnivore.

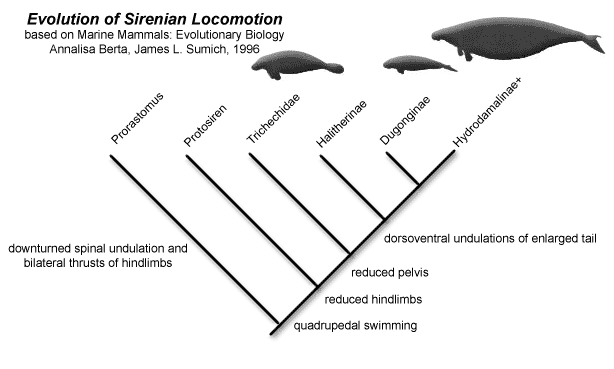
Évolution de la locomotion des siréniens.
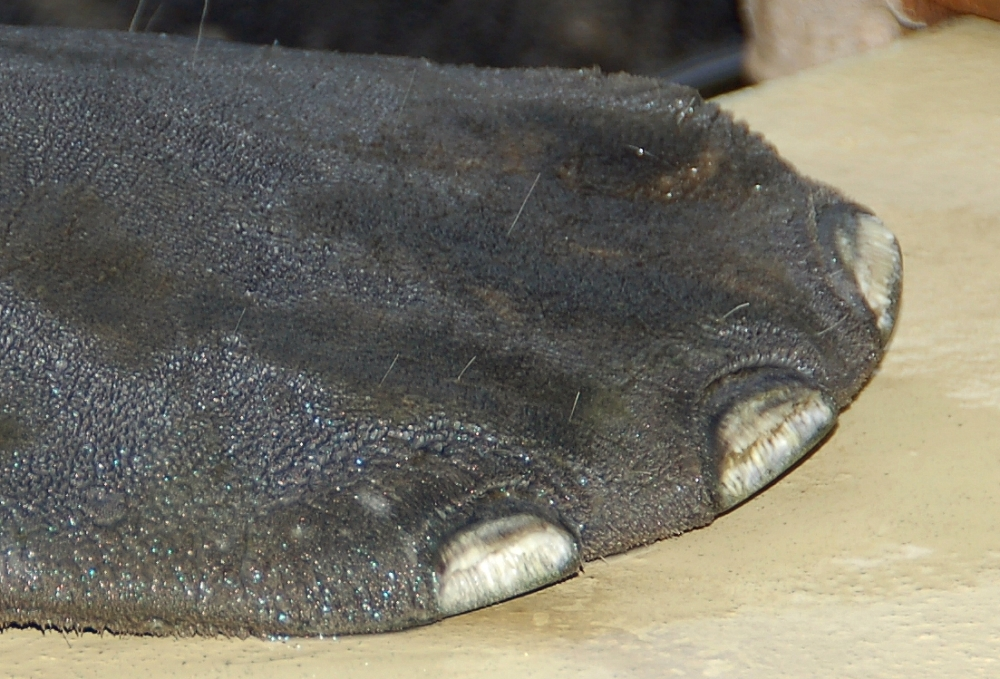
Pied de lamantin Trichechus manatus.
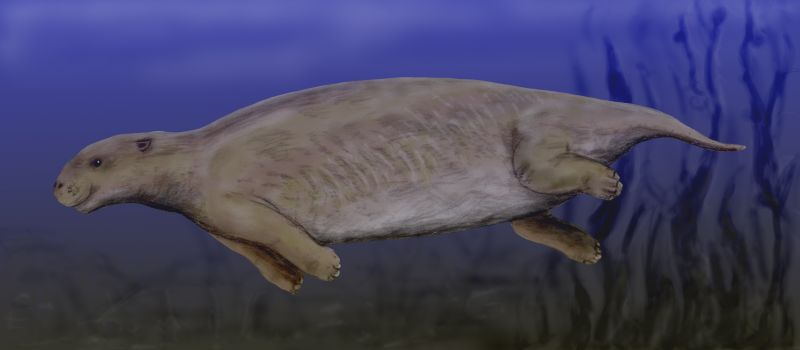
Restitution de Prorastomus, Sirénien de l'Éocène de Jamaïque, par le paléoartiste Nobu Tamura.
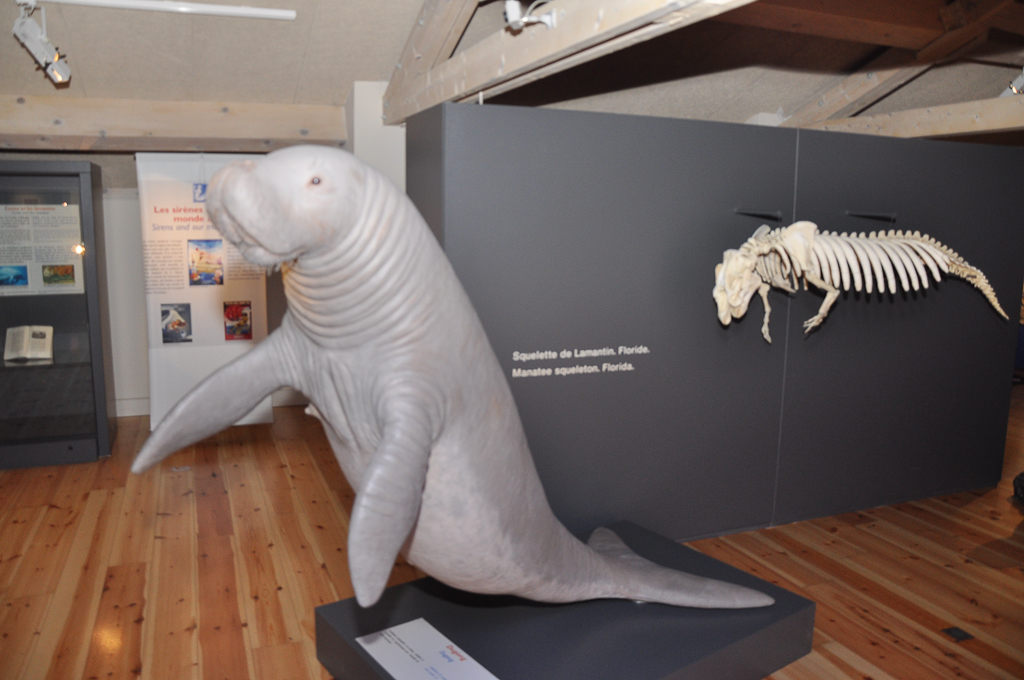
Sirénien de l'Oligocène reconstitué et squelette de lamantin actuel au « Musée des sirènes » de la Maison « Nature et Patrimoines » de Castellane.
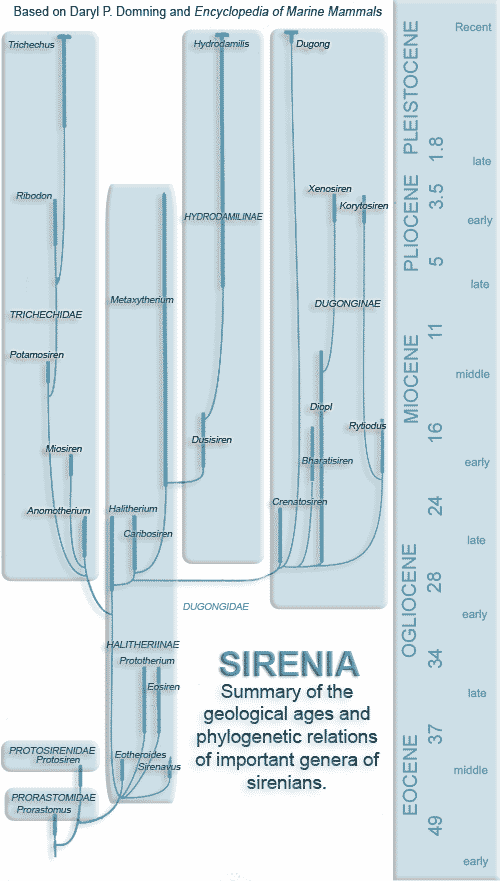
Évolution des siréniens.

## L'origine
La séparation du groupe des siréniens avec les autres Téthythériens est plus ancienne que celle des Cétacés et des Artiodactyles (10 Ma) ou de celle des Caniformes marins (2-4 Ma).
Les siréniens sont habituellement considérés comme étant originaires de l'Ancien Monde, Jusqu'à récemment, les plus anciens fossiles (Prorastomus (en), Sobrarbesiren (en)  et Pezosiren (en)) sont découverts en Jamaïque et datés de l'Éocène, mais des découvertes récentes au Sénégal, en Tunisie et en Espagne renforcent l'origine africaine du groupe. 
À la fin des années 1990, le spécialiste américain des siréniens fossiles découvre sur le site des sept rivières en Jamaïque, le squelette complet d'un sirénien fossile semi-aquatique quadrupède, daté de 50 Ma. Cette forme transitionnelle montrant le passage de la vie terrestre à la vie aquatique, est décrite et nommée en 2001 Pezosiren portelli Pezosiren portelli (en). Ce mammifère pouvait encore se déplacer sur la terre ferme mais la position des narines sur son crâne et la densité de ses os montrent qu'ils devait passer le plus clair de leur temps à patauger dans les eaux. 

Durant l'Éocène, le nombre de fossiles est assez diversifié. Ces animaux vivaient près des côtes, le long des fleuves et les estuaires. Les Prorastomidae et Protosirenidae étaient de la taille d'un sanglier avec des pattes adaptées au milieu amphibie. Vers la fin de l'Éocène, d'autres siréniens ayant davantage l'allure des Dugongs sont apparus, leurs pattes avant étant devenues des nageoires et la queue transformée en nageoire caudale horizontale. Comme chez les cétacés, les déplacements se faisaient par ondulation de haut en bas. Les Trichechidae semblent les plus modernes des siréniens et issus des Dugongidae. On dispose de nombreux fossiles qui correspondent à plusieurs étapes évolutives, de la réduction des membres arrière à la disparition du pelvis.

## Analyse des fossiles
Bien que l'on compte les dents pour identifier de nombreuses espèces de mammifères, leur nombre ne varie pas significativement parmi les siréniens. Les parties les plus facilement identifiables des squelettes sont la mâchoire inférieure et le crâne, surtout les os crâniens frontaux. À l'exception d'une paire d'incisives supérieures semblables à des défenses, les dents de devant (les incisives et les canines) manquent, sauf chez les premiers siréniens.

## Genèse de cette théorie
Prorastomus'(' a été découvert en Jamaïque, et décrit en 1885.
Les analyses génétiques des années 1990 montrent que les Siréniens sont des Afrotheria, et sont donc très éloignés des Perissodactyla et des Artiodactyla bien qu'ils aient été rangés avec les Proboscidea dans les ongulés. Les siréniens n'ont donc pas évolué à partir de mammifères à sabots primitifs comme Condylarths.
Cladogramme simplifié :
```
─o 
Afrotheria

 └─o 
Paenungulata

   ├─o 
Hyracoidea

   └─? 
Tethytheria

     ├─o 
Proboscidea

     └─o 
Sirenia
```